# دارا الأول

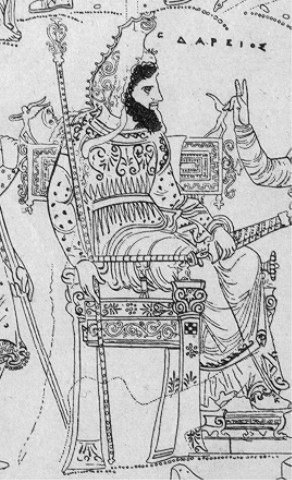
نقش على الجدران لداريوس في برسيبوليس.

دارا الأول، داريوس الأول (باليونانية: Δαρεῖος)(بالفارسية: داريوش یکم) كما يسميه الفرس بداريوش الكبير هو الملك الأخميني الثالث حكم من 521 ق.م إلى 486 ق.م صهر سميردس، وابن ويشتاسب، وحفيد أرساميس.
-عندما توفي قورش خلفه ابنه قمبيز , الذي احتل مصر وجعل من نفسه فرعوناً . وقد انتحر - كما كان متوقَّعاً - سنة 522 ق . م . وبعد سنة من ذلك , وإثر صراع على السلطة , أصبح داريوس، صهر قورش، ملكاً. وكان هذا العاهل العظيم شديد الشبه بقورش ، مصمماً على توسيع الإمبراطورية، ومهتماً بإدخال المشاريع الجديدة على الحكم والبلاد معاً . وكان أحدها بناء طريق طويل من أجل توفير سرعة الاتصال بين الأمبراطورية والبلدان الأخرى. وعُرف بطريق الملك العام، وامتد من مدينة أفسس على الساحل الغربي لآسيا الصغرى، إلى سوسا في أواسط فارس ، غير بعيد عن شمالي الخليج , وكان بطول 2400 كيلومتر.
وقسم داريوس مملكته عشرين منطقة عُرفت باسم مَرزُبانية - أي ولاية فارسية خاضعة لحكم مرزُبان - يعينَّ عادة من بين السكان المحليين.
وكان كل واحد من هؤلاء مسئولاً تجاه الملك بصفته رئيس الحكومة المركزية , مع تمتّعه بدرجة لابأس بها من حرية التقرير الذاتي , وكان داريوس يراقب بواسطة شرطته السرية هؤلاء الحكام مراقبة شديدة.
في السنة 490 ق . م . دخل داريوس الحرب مع الاثنيين لأنهم كانوا يساعدون اليونانيين الأيونيين في غرب آسيا الصغرى على الثورة. ولكن جيشاً عرمرماً بإمرة القائدين ارتفافرنيس ودايتس هُزم في ماراثون على يد القائد ملتيادس . غير أن ذلك لم يُثن داريوس عن المحاولة مجدداً، ولكنه في حملته التالية إلى اليونان، كانت نهايته.
اقترن تأسيس الإمبراطورية الأخمينية باسمه، فاستطاع أن يتغلب على الملك الميدي (كاوماتا) وكان ذلك عام 522 ق.م، ومنذ ذلك التاريخ بدأ عصر الأخمينيون وتوالي العديد من الملوك على حكم الإمبراطورية وخلفه ابنه خشایارشا الأول. في فترة حكمه أصدر داريوش أمر ببناء مجموعة قصور فارس برسيبوليس في شمال مدينة شيراز.
تولى داريوس الشاب ذو العشرين ربيعا مقاليد الحكم لفترة تزيد على جيل كامل، بدأها بتسجيل تاريخ بلاده على عمود ضخم، وتلى ذلك زواجه من أتوسا ابنة قورش وأرملة قمبيزيس. وكان إنجازه الثالث هو إعادة تنظيم الإمبراطورية مثل شق الطرق ورصفها لتسهيل المراسلات البريدية وتلقى الأخبار من جواسيسه بشكل سريع. ومن أهم أعماله التقسيم الإداري لولاياته التي وصلت إلى 20 ولاية بحيث ضم المستوطنات الأيونية إلى ولاية ليديا بآسيا الصغرى، كما سمح لليهود إتمام بناء الهيكل من جديد في عام 515 ق. م.
مات إثر مرض عام 486 ق.م ودفن في مكان يعرف ب نقش رستم قرب بلدة مرودشت في محافظة فارس والتي مركزها مدينة شيراز.
قبل أن يتوجه داريوش إلى مصر قضى ثلاث سنوات في التعرف على عادات المصريين ليتقرب منهم.

## روابط خارجية
- دارا الأول على موقع الموسوعة البريطانية (الإنجليزية)
- دارا الأول على موقع إن إن دي بي (الإنجليزية)